# Кингстон (Иллинойс)
Ки́нгстон (англ. Kingston) — невключённая территория тауншипов Беверли и Ричфилд в округе Адамс (штат Иллинойс, США).
Кингстон расположен на трассе № 104 штата Иллинойс к юго-востоку от Либерти.